# FIRE-beweging
De FIRE-beweging (Financial Independence, Retire Early) is een levensstijl gericht op het bereiken van financiële onafhankelijkheid en dat het vervroegd met pensioen gaan nastreeft. De beweging komt uit de Verenigde Staten en is in de jaren 10 van de 21e eeuw naar Nederland en België overgewaaid.
Degene die FIRE willen nastreven proberen doorgaans hun spaarbedrag (het deel van het inkomen dat wordt gespaard) te maximaliseren, door de uitgaven te beperken en het inkomen te maximaliseren. Het verschil wordt belegd om het vermogen te laten groeien. Het uiteindelijke doel is om een vermogen op te bouwen dat groot genoeg is om als passief inkomen te dienen (door uitbetaling van dividend uit het vermogen, of door maandelijks een klein deel van het vermogen te onttrekken), waardoor men niet meer financieel afhankelijk is van een werkgever of andere externe inkomstenbron, waardoor men met pensioen kan gaan.

## Opnamelimiet
Een deel van de FIRE-beweging gaat uit van een veilige opnamelimiet (safe withdrawal rate) van 4% - wanneer men jaarlijks maximaal 4% van het vermogen onttrekt, dan zal het vermogen door de groei van de belegging(en) en gecorrigeerd voor inflatie minimaal even groot blijven. Wanneer men dus een vermogen van 25 keer de jaarlijkse kosten voor levensonderhoud heeft, zou men met pensioen kunnen gaan en kunnen leven van het opgebouwde vermogen. Uitgaande van wereldwijd gespreide beleggingen en de toenmalige Nederlandse vermogensbelasting in acht nemend, werd in 2016 een safe withdrawal rate van 3,5% in Nederland realistischer genoemd.